# کریستیان لیندنر
کریستین ولفگانگ لیندنر (انگلیسی: Christian Wolfgang Lindner؛ زادهٔ ۷ ژانویهٔ ۱۹۷۹) سیاستمدار پیشین آلمانی از حزب دموکرات آزاد (FDP) بود که از سال ۲۰۲۱ تا برکناری‌اش در جریان بحران دولتی آلمان در سال ۲۰۲۴، وزیر دارایی فدرال بود. لیندنر از سال ۲۰۱۳ تا ۲۰۲۵ به‌عنوان رهبر حزب فعالیت کرد و طولانی‌ترین دوران رهبری را در حزب FDP داشت. او از سال ۲۰۱۷ عضو بوندستاگ از ایالت نوردراین-وستفالن بود و پیش‌تر از سال ۲۰۰۹ تا ۲۰۱۲ نیز کرسی پارلمانی داشت.
لیندنر پس از ناکامی حزب FDP در ورود به بوندستاگ در انتخابات فدرال ۲۰۲۵، از رهبری حزب کناره‌گیری کرد و اعلام بازنشستگی از سیاست فعال نمود. او به‌طور گسترده‌ای مقصر عدم موفقیت حزب در کسب کرسی‌های پارلمان شناخته می‌شود.